# Jacob Salatun
Raden Jacob Salatun (29 mai 1927, Banyumas - 3 février 2012, Jakarta) était un commandant de l'armée de l'air indonésienne et major-général. Il est un des fondateurs de l'Institut national de l'aéronautique et de l'espace d'Indonésie en 1963. Entre le 28 mars 1966 et le 25 juillet 1966 il a été ministre de l'Industrie.

## Biographie
Salatun a observé le phénomène ovni en 1974. Deux de ses œuvres majeures sont Menjingkap Rahasia piring terbang (Le Secret des soucoupes volantes) en 1960, et UFO: Salah Satu Masalah Dunia Masa Kini (Ovni, une des énigmes actuelles) en 1982. Dans une lettre publiée en 1974, il écrit : “Je suis persuadé que nous devons étudier sérieusement le problème ovni pour des raisons sociologiques, technologiques et de sécurité.”

## Publications
- Ke Udara (1947)
- Sejarah Penerbangan (1950)
- Putra Angkasa (1954)
- Menyingkap Rahasia Piring Terbang (1960)